# 腸肋筋
腸肋筋（ちょうろくきん、英語: iliocostalis）は、脊柱起立筋のうち、最も外側に位置する筋肉である。
腸肋筋は、更に腰腸肋筋 (musculus iliocostalis lumborum)、胸腸肋筋 (musculus iliocostalis thoracis)、頸腸肋筋 (musculus iliocostalis cervicis)の、3筋に分類される。